# Coupe anglo-galloise de rugby à XV 2010-2011
Navigation
LV= Cup 2009-2010 LV= Cup 2011-2012
La coupe anglo-galloise oppose pour la saison 2010-2011 les douze équipes anglaises du Aviva Premiership et les quatre franchises galloises de la Celtic League. La coupe porte le nom de LV= Cup, nom de la compagnie d'assurance LV= qui sponsorise l'épreuve.
La compétition débute le 5 novembre 2010 par une phase de poules pour s'achever par une finale prévue le 19 mars 2011. Le déroulement de la première phase est identique à l'édition précédente. Les affrontements ne se font pas au sein d'un même groupe mais de manière inter-groupe. Par exemple, chaque équipe de la poule 1 affronte une fois toutes les équipes de la poule 4 soit 4 équipes. Les équipes arrivées premières de chaque poule sont qualifiées pour la phase de play-off avec des demi-finales et une finale pour l'attribution du titre.
Gloucester remporte la compétition en battant en finale 34-7 les Newcastle Falcons. Après deux finales perdues en 2009 et 2010, le club de Gloucester remporte cette troisième finale consécutive.

## Liste des équipes en compétition
La compétition oppose pour la saison 2009-2010 les douze équipes anglaises de la Guinness Premiership et les quatre franchises galloise de la Celtic League :
| - Bath Rugby - Cardiff Blues - Dragons - Exeter Chiefs | - Gloucester - Harlequins - Llanelli Scarlets - Leeds Carnegie | - Leicester Tigers - London Irish - London Wasps - Ospreys | - Newcastle Falcons - Northampton Saints - Sale Sharks - Saracens |

## Phase de poule

### Détail des matchs

#### 1rejournée
| 4 novembre | Rodney Parade         | Dragons           | 18 - 12 | Gloucester         |
| 5 novembre | Welford Road          | Leicester Tigers  | 25 - 34 | Harlequins         |
| 5 novembre | The Recreation Ground | Bath Rugby        | 29 - 19 | Cardiff Blues      |
| 5 novembre | Edgeley Park          | Sale Sharks       | 39 - 14 | London Irish       |
| 6 novembre | Parc y Scarlets       | Llanelli Scarlets | 52 - 13 | Leeds Carnegie     |
| 6 novembre | Sandy Park            | Exeter Chiefs     | 29 - 6  | London Wasps       |
| 6 novembre | Kingston Park         | Newcastle Falcons | 18 - 17 | Ospreys            |
| 7 novembre | Vicarage Road         | Saracens          | 22 - 22 | Northampton Saints |

#### 2ejournée
| 12 novembre | Cardiff City Stadium | Cardiff Blues      | 23 - 23 | Exeter Chiefs     |
| 12 novembre | Franklin's Gardens   | Northampton Saints | 28 - 3  | Dragons           |
| 12 novembre | Liberty Stadium      | Ospreys            | 46 - 13 | Leicester Tigers  |
| 13 novembre | Kingsholm Stadium    | Gloucester         | 36 - 10 | Saracens          |
| 14 novembre | Parc y Scarlets      | London Irish       | 16 - 25 | Llanelli Scarlets |
| 14 novembre | The Stoop            | Harlequins         | 28 - 20 | Newcastle Falcons |
| 14 novembre | Headingley Carnegie  | Leeds Carnegie     | 17 - 23 | Sale Sharks       |
| 14 novembre | Adams Park           | London Wasps       | 18 - 16 | Bath Rugby        |

#### 3ejournée
| 28 janvier | Edgeley Park          | Sale Sharks          | 20 - 28 | Dragons            |
| 29 janvier | The Recreation Ground | Bath Rugby           | 11 - 6  | Newcastle Falcons  |
| 29 janvier | Sandy Park            | Exeter Chiefs        | 35 - 10 | Leicester Tigers   |
| 29 janvier | Parc y Scarlets       | Llanelli Scarlets    | 7 - 34  | Saracens           |
| 29 janvier | Cardiff City Stadium  | Cardiff City Stadium | 7 - 29  | Ospreys            |
| 30 janvier | Headingley Carnegie   | Leeds Carnegie       | 16 - 30 | Gloucester         |
| 30 janvier | Madejski Stadium      | London Irish         | 37 - 20 | Northampton Saints |
| 30 janvier | Adams Park            | London Wasps         | 13 - 38 | Harlequins         |

#### 4ejournée
| 4 février | Welford Road       | Leicester Tigers   | 12 - 26 | Bath Rugby        |
| 5 février | Kingsholm Stadium  | Gloucester         | 41 - 8  | London Irish      |
| 5 février | Franklin's Gardens | Northampton Saints | 38 - 24 | Leeds Carnegie    |
| 6 février | Rodney Parade      | Dragons            | 26 - 9  | Llanelli Scarlets |
| 6 février | Kingston Park      | Newcastle Falcons  | 17 - 3  | Exeter Chiefs     |
| 6 février | Vicarage Road      | Saracens           | 50 - 7  | Sale Sharks       |
| 6 février | Liberty Stadium    | Ospreys            | 18 - 13 | London Wasps      |
| 6 février | The Stoop          | Harlequins         | 23 - 7  | Cardiff Blues     |

### Classement des poules
| Rang | Équipe            | J | V | N | D | Em | Ee | Bo | Bd | Pm | Pe  | Diff | Pts |
| ---- | ----------------- | - | - | - | - | -- | -- | -- | -- | -- | --- | ---- | --- |
| 1    | Newcastle Falcons | 4 | 2 | 0 | 2 | 6  | 5  | 0  | 1  | 61 | 59  | +2   | 9   |
| 2    | Wasps RFC         | 4 | 1 | 0 | 3 | 4  | 8  | 0  | 1  | 50 | 101 | -51  | 5   |
| 3    | Cardiff Blues     | 4 | 0 | 1 | 3 | 4  | 9  | 0  | 0  | 56 | 104 | -48  | 2   |
| 2    | Leicester Tigers  | 4 | 0 | 0 | 4 | 6  | 20 | 0  | 0  | 60 | 141 | -81  | 0   |

| Rang | Équipe                | J | V | N | D | Em | Ee | Bo | Bd | Pm  | Pe  | Diff | Pts |
| ---- | --------------------- | - | - | - | - | -- | -- | -- | -- | --- | --- | ---- | --- |
| 1    | Newport Gwent Dragons | 4 | 3 | 0 | 1 | 8  | 8  | 0  | 0  | 75  | 69  | +6   | 12  |
| 2    | Saracens              | 4 | 2 | 1 | 1 | 15 | 10 | 2  | 0  | 116 | 72  | +44  | 12  |
| 3    | London Irish          | 4 | 1 | 0 | 3 | 9  | 16 | 1  | 0  | 75  | 125 | -50  | 5   |
| 4    | Leeds Carnegie        | 4 | 0 | 0 | 4 | 8  | 19 | 1  | 1  | 70  | 143 | -73  | 2   |

| Rang | Équipe                 | J | V | N | D | Em | Ee | Bo | Bd | Pm  | Pe  | Diff | Pts |
| ---- | ---------------------- | - | - | - | - | -- | -- | -- | -- | --- | --- | ---- | --- |
| 1    | Gloucester RFC         | 4 | 3 | 0 | 1 | 18 | 5  | 3  | 1  | 119 | 52  | +67  | 16  |
| 2    | Northampton Saints (T) | 4 | 2 | 1 | 1 | 14 | 10 | 1  | 0  | 108 | 86  | +22  | 11  |
| 3    | Llanelli RFC           | 4 | 2 | 0 | 2 | 9  | 10 | 1  | 0  | 93  | 89  | +4   | 9   |
| 4    | Sale Sharks            | 4 | 2 | 0 | 2 | 12 | 15 | 1  | 0  | 89  | 109 | -20  | 9   |

| Rang | Équipe        | J | V | N | D | Em | Ee | Bo | Bd | Pm  | Pe | Diff | Pts |
| ---- | ------------- | - | - | - | - | -- | -- | -- | -- | --- | -- | ---- | --- |
| 1    | Harlequins    | 4 | 4 | 0 | 0 | 13 | 6  | 1  | 0  | 123 | 65 | +58  | 17  |
| 2    | Ospreys       | 4 | 3 | 0 | 1 | 12 | 6  | 1  | 1  | 110 | 51 | +59  | 14  |
| 3    | Bath Rugby    | 4 | 3 | 0 | 1 | 8  | 3  | 1  | 1  | 82  | 55 | +27  | 14  |
| 4    | Exeter Chiefs | 4 | 2 | 1 | 1 | 9  | 5  | 1  | 0  | 90  | 56 | +34  | 11  |

|  | Qualifiés pour la phase finale (no 1 de chaque poule). |
|  | T : Tenant du titre 2010 Joués : matchs joués • V : victoires • N : matchs nuls • D : défaites • EM : essais marqués • EE : essais encaissés • BO : bonus offensif • BD : bonus défensif • PM : points marqués • PE : points encaissés • diff : Différence de points |

Attribution des points : victoire sur tapis vert : 5, victoire : 4, match nul : 2, défaite : 0, forfait : -2 ; plus les bonus (offensif : au moins 4 essais marqués ; défensif : défaite par 7 points d'écart ou moins).
Règles de classement : ?

## Phase finale

### Tableau
Les premiers de chaque groupe sont qualifiées pour la phase finale.
|  | Demi-finales                         | Demi-finales                        |                   |    | Finale                               | Finale                               |
|  | Demi-finales                         | Demi-finales                        |                   |    | Finale                               | Finale                               |
|  |                                      |                                     |                   |    |                                      |                                      |
|  | le 11 mars 2011 au Twickenham Stoop  | le 11 mars 2011 au Twickenham Stoop |                   |    | le 20 mars 2011 à Franklin's Gardens | le 20 mars 2011 à Franklin's Gardens |
|  | le 11 mars 2011 au Twickenham Stoop  | le 11 mars 2011 au Twickenham Stoop |                   |    | le 20 mars 2011 à Franklin's Gardens | le 20 mars 2011 à Franklin's Gardens |
|  | Harlequins                           | 20                                  |                   |    | le 20 mars 2011 à Franklin's Gardens | le 20 mars 2011 à Franklin's Gardens |
|  | Harlequins                           | 20                                  |                   |    | le 20 mars 2011 à Franklin's Gardens | le 20 mars 2011 à Franklin's Gardens |
|  | Newcastle Falcons                    | 21                                  |                   |    | le 20 mars 2011 à Franklin's Gardens | le 20 mars 2011 à Franklin's Gardens |
|  | Newcastle Falcons                    | 21                                  | Newcastle Falcons | 7  |                                      |                                      |
|  | le 13 mars 2011 au Kingsholm Stadium |                                     | Newcastle Falcons | 7  |                                      |                                      |
|  |                                      | Gloucester Rugby                    | 34                |    |                                      |                                      |
|  | Gloucester Rugby                     | Gloucester Rugby                    | 34                | 45 |                                      |                                      |
|  | Gloucester Rugby                     |                                     |                   | 45 |                                      |                                      |
|  | Dragons                              | 17                                  |                   |    |                                      |                                      |
|  | Dragons                              | 17                                  |                   |    |                                      |                                      |

### Demi-finales
| 11 mars 2011 20:00 WET | Harlequins                                                                                                  | 20 - 21 (13 - 6) | Newcastle Falcons | Twickenham Stoop, Londres 6 555 spectateurs Arbitre : Nigel Owens |
| 11 mars 2011 20:00 WET | Essai(s) : Dickson (1re), Brown (71e) Transformation(s) : Clegg 2 (2e, 72e) Pénalité(s) : Clegg 2 (6e, 23e) |                  | Essai(s) : Gopperth (57e), Tu'ipulotu (80e) Transformation(s) : Gopperth (58e) Pénalité(s) : Gopperth 3 (7e, 38e, 66e) | Twickenham Stoop, Londres 6 555 spectateurs Arbitre : Nigel Owens |
| 11 mars 2011 20:00 WET | |                  | | Twickenham Stoop, Londres 6 555 spectateurs Arbitre : Nigel Owens |

| 13 mars 2011 13:00 WET | Gloucester Rugby | 47 - 17 (17 - 0) | Dragons                                                                          | Kingsholm Stadium, Gloucester 12 533 spectateurs Arbitre : Christophe Berdos |
| 13 mars 2011 13:00 WET | Essai(s) : Hazell (4e), Fuimaono-Sapolu (12e), Robinson (33e), Sharples 4 (44e, 53e, 57e, 65e) Transformation(s) : Robinson 5 ((12e, 45e, 55e, 58e, 66e) |                  | Essai(s) : Jones (51e), Brew (70e), Groves (78e) Transformation(s) : Tovey (79e) | Kingsholm Stadium, Gloucester 12 533 spectateurs Arbitre : Christophe Berdos |
| 13 mars 2011 13:00 WET | |                  |                                                                                  | Kingsholm Stadium, Gloucester 12 533 spectateurs Arbitre : Christophe Berdos |

### Finale
| 20 mars 2011 15:30 WET | Newcastle Falcons                                        | 7 - 34 (0 - 10) | Gloucester Rugby | Franklin's Gardens, Northampton 6 848 spectateurs Arbitre : Dave Pearson |
| 20 mars 2011 15:30 WET | Essai(s) : Eves (74e) Transformation(s) : Gopperth (75e) |                 | Essai(s) : Voyce (8e), Fuimaono-Sapolu (59e), Sharples (67e), Dawidiuk (80e) Transformation(s) : Robinson 4 (9e, 59e, 68e, 80e) Pénalité(s) : Robinson 2 (22e, 53e) | Franklin's Gardens, Northampton 6 848 spectateurs Arbitre : Dave Pearson |
| 20 mars 2011 15:30 WET |                                                          |                 | | Franklin's Gardens, Northampton 6 848 spectateurs Arbitre : Dave Pearson |